# Hanayome to papa
Hanayome to papa (花嫁とパパ?, Hanayome to papa, letteralmente "La sposa e il padre") è un dorama stagionale primaverile in 12 puntate di Fuji TV prodotto e andato in onda nel 2007.

## Trama
Aiko lavora in un negozio d'abbigliamento: è intelligente, bene educata e di buona famiglia, sembra davvero che nulla le manchi. Il padre Kentaro, uomo rigoroso e di sani principi, legatissimo alla figlia, la ama al punto da esser però un po' troppo apprensivo: la povera ragazza deve difatti esser puntamento di ritorno sotto il tetto domestico entro le sette di sera, ed ogni socializzazione con il sesso opposto è considerata dall'uomo decisamente sconveniente per l'onore e la buona reputazione della sua "cara bambina".
Ma la nostra Aiko non saprà né vorrà resistere alle tentazioni provenienti dal suo tenero cuore e finisce di botto con l'innamorarsi di un suo collega, Seiji: ha inizio così la missione impossibile di cercar di convincer il padre di lei a conceder al giovane la mano della figliola.

## Episodi
1. Stop Telling Me What to Do, Dad!
2. Forgive this Marriage?
3. The Worst First Kiss?
4. The Night for the Two of Us
5. The Start of Living Together with my Boyfriend
6. Please Separate
7. Goodbye with a Smile
8. The Thing that is More Important than Love
9. A Dangerous Love Triangle
10. A Confrontation between a Father and a Papa
11. Daughter's Tears and Father's Tears
12. A Song to Give to my Daughter...